# Clayton Pisani
Clayton Pisani (Iklin, 31 juli 1978) is een Maltees voormalig voetbalscheidsrechter. Hij was in dienst van FIFA en UEFA tussen 2009 en 2017. Ook leidde hij van 1994 tot 2018 wedstrijden in de Maltese Premier League.
Op 8 juli 2010 debuteerde Pisani in Europees verband tijdens een wedstrijd tussen FC Lusitanos en FK Rabotnički in de voorronde van de UEFA Europa League; het eindigde in 0–6 en Pisani trok viermaal een gele kaart. Zijn eerste interland floot hij op 26 mei 2014, toen Estland met 1–1 gelijkspeelde tegen Gibraltar. Tijdens dit duel gaf Pisani viermaal een gele kaart.

## Interlands
| Datum            | Plaats                    | Wedstrijd               | Uitslag | Competitie           | Kreeg geel | Kreeg voor de tweede keer geel en dus rood | Weggestuurd |
| ---------------- | ------------------------- | ----------------------- | ------- | -------------------- | ---------- | ------------------------------------------ | ----------- |
| 26 mei 2014      | Tallinn, Estland          | Estland – Gibraltar     | 1 – 1   | Vriendschappelijk    | 4          | 0                                          | 0           |
| 13 juni 2015     | Loulé, Portugal           | Gibraltar – Duitsland   | 0 – 7   | EK 2016 kwalificatie | 2          | 0                                          | 0           |
| 8 september 2015 | Vilnius, Litouwen         | Litouwen – San Marino   | 2 – 1   | EK 2016 kwalificatie | 6          | 0                                          | 1           |
| 29 maart 2016    | Tbilisi, Georgië          | Georgië – Kazachstan    | 1 – 1   | Vriendschappelijk    | 0          | 0                                          | 0           |
| 6 september 2016 | Andorra la Vella, Andorra | Andorra – Letland       | 0 – 1   | WK 2018 kwalificatie | 7          | 0                                          | 0           |
| 9 oktober 2016   | Jeruzalem, Israël         | Israël – Liechtenstein  | 2 – 1   | WK 2018 kwalificatie | 2          | 0                                          | 0           |
| 31 augustus 2017 | Luxemburg, Luxemburg      | Luxemburg – Wit-Rusland | 1 – 0   | WK 2018 kwalificatie | 5          | 0                                          | 0           |